# Người Ivatan
Người Ivatan là một dân tộc sống trên quần đảo Batanes của Philippines. Chưa rõ về quá trình hình thành dân tộc này; gốc gác của họ vẫn chưa được giải quyết, tuy ta biết rằng đây là một dân tộc Nam Đảo, liên quan đến người Illcano lân cận về mặt ngôn ngữ.
Văn hoá người Ivatan chịu ảnh hưởng phần nào từ điều kiện môi trường Batanes. Thay cho thứ lều nipa thường thấy khắp Philippines, người Ivatan xây loại nhà đá trứ danh làm bằng san hô và đá vôi, che chở họ khỏi khí hậu khắt nghiệt nơi đây.

## Lịch sử

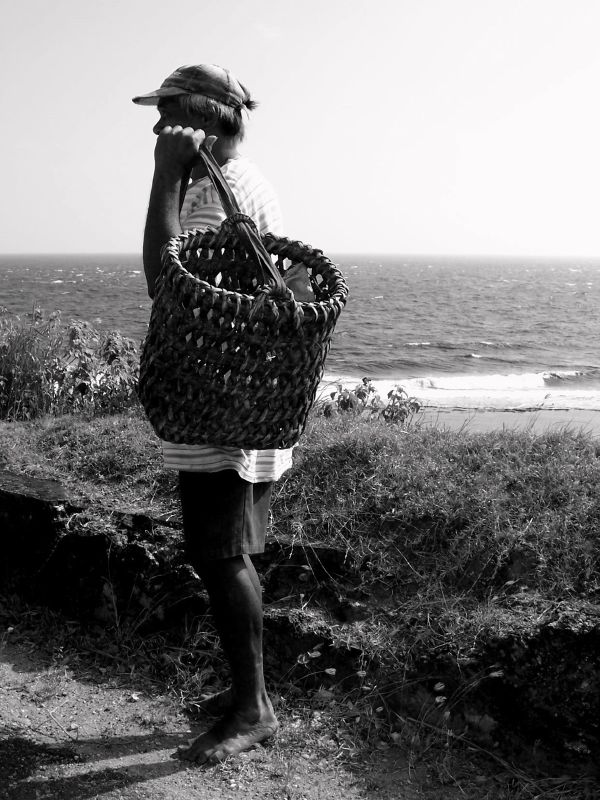
Một người đàn ông Ivatan.

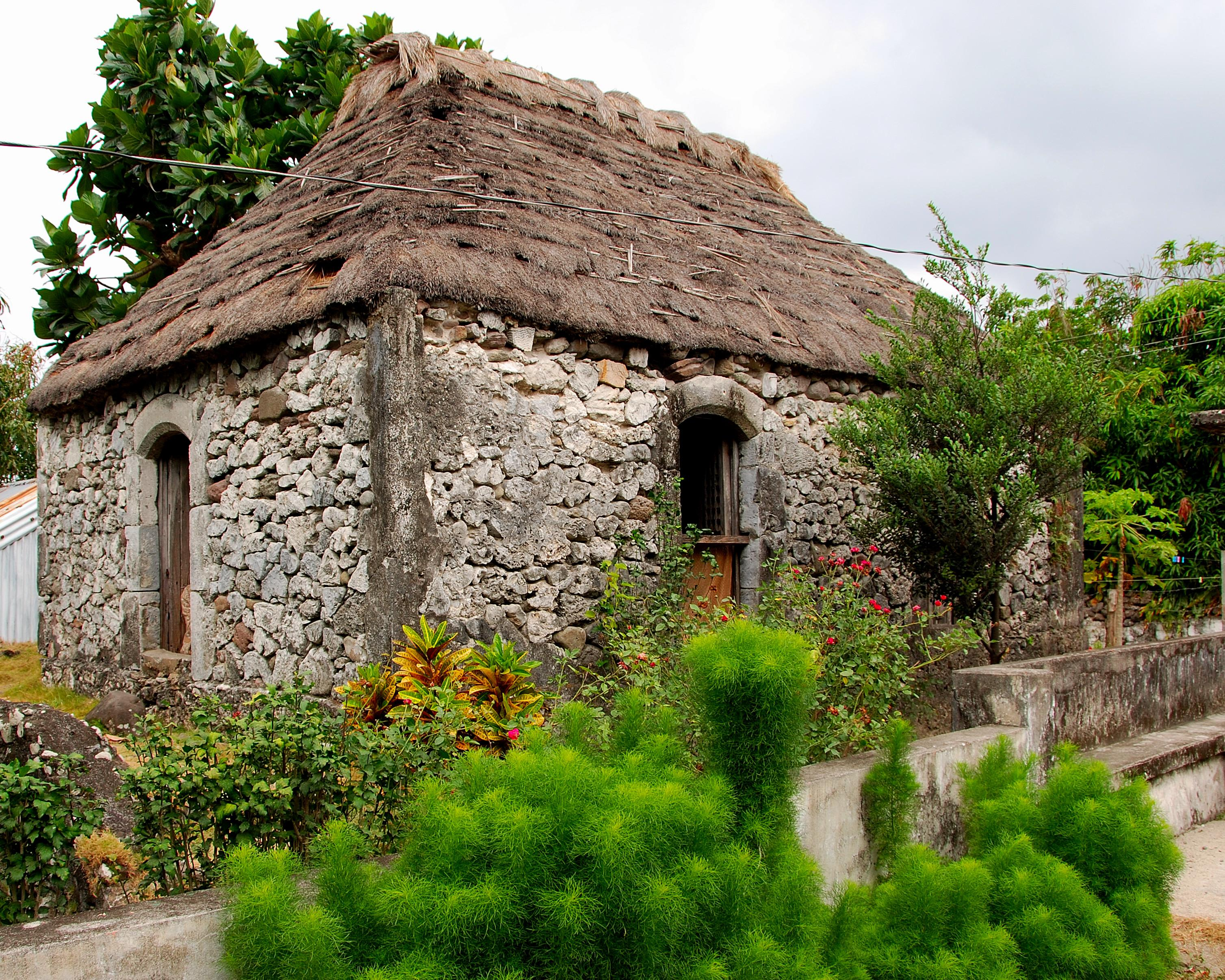
Căn Sinadumparan, một trong những công trình cổ nhất trên quần đảo Batanes. Ngôi nhà làm từ đá vôi và san hô với mái lợp tranh.

## Dân cư

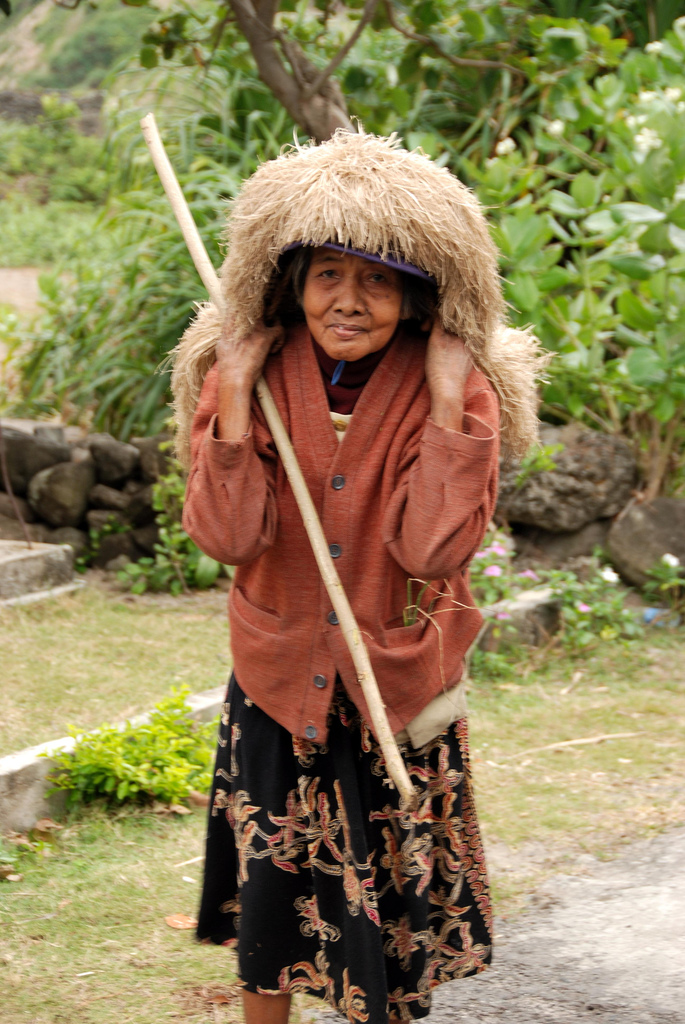
Một phụ nữ Ivatan đội vakul, một thứ khăn trùm chống mưa nắng làm từ sợi cọ vuyavuy.